# Ai Cập thuộc Ottoman
Thời kì Ai Cập thuộc Ottoman bắt đầu năm 1517 sau cuộc chinh phạt Ai Cập của đế quốc Ottoman. Đứt quãng vào năm 1831 đến 1849.Thời kỳ này được coi là chấm dứt vào năm 1882 hoặc 1914 .

Ai Cập mở rộng lãnh thổ lớn nhất khi đang chiến tranh với Ottoman

- 1805, khi tướng Muhammad Ali Pasha được sultan nhà Ottoman phong làm tổng đốc Ai Cập và bắt đầu cai trị Ai Cập như một giang sơn riêng.
- 1831,Ai Cập nổi loạn và chiến tranh với nhà Ottoman đang suy yếu
- 1849,Dưới sự trợ giúp của các Đế quốc Ottoman tái chiếm lại Ai Cập

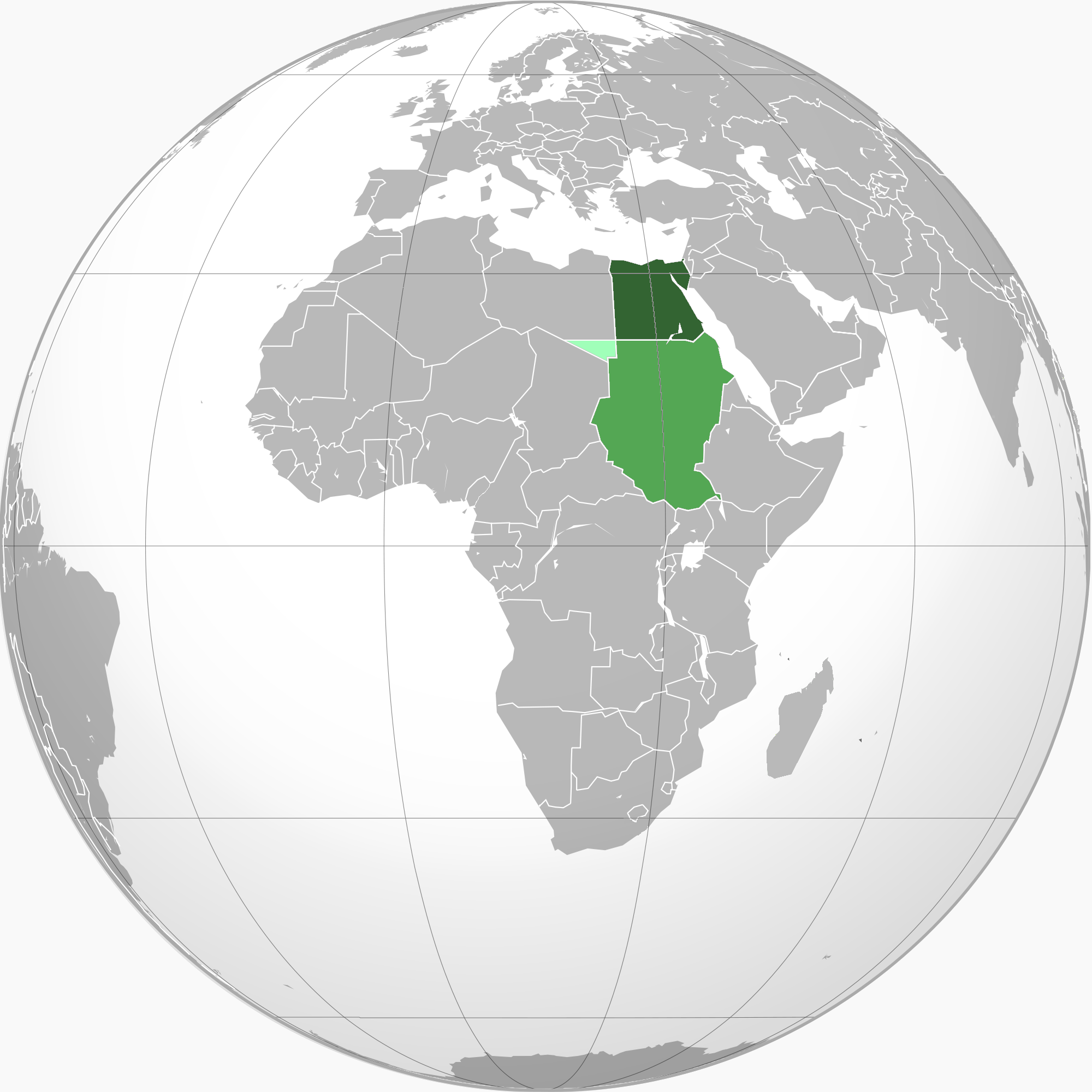
Sự mở rộng của Ottoman đối với Ai Cập trước khi Anh chiếm đóng vào 1882

- 1882, khi người Anh đưa quân vào chiếm Ai Cập sau khi các hậu duệ của Muhammad Ali Pasha làm Ai Cập mắc nợ Anh Quốc nhiều quá. Tuy chiếm, nhưng người Anh vẫn coi Ai Cập là đất thuộc nhà Ottoman trong các công văn.
- Tháng 7 năm 1914, chiến tranh Thế giới thứ 1 bùng nổ, Ottoman theo phe Liên Minh Trung tâm.Anh Quốc lập cuộc Bảo Hộ ở Ai Cập và không còn công nhận lãnh thổ của Ottoman đối với Ai Cập.
- Từ sau năm 1850,Ottoman bắt đầu gửi quân tập trận ở Ai Cập để tránh sự nổi loạn tái diễn một lần nữa song Ottoman cũng chú trọng việc mở rộng lãnh thổ bằng cách gây chiến với các nước lạc hậu suy thoái.

Trong các năm 1515-1517, sultan của đế quốc Ottoman, Selim I (1512-1520) xâm lược vùng Trung Đông. Năm 1517 ông ta đánh bại được nhà Mamluk ở Ai Cập, xử tử sultan Tuman bay II nhà Mamluk. Sau khi đã chiếm được Ai Cập, Selim I này cử Khayer Pasha làm tỉnh trưởng Ai Cập.
Ai Cập được xem là một tỉnh khó cai trị của ngươi Thổ. Sultan Selim I chỉ để lại 5.000 quân trấn giữ. Người Thổ vẫn dùng lại guồng máy hành chính của nhà Mamluk, tiếp tục trọng dụng các nô tướng người Mamluk cho tới khi quân Pháp xâm lược Ai Cập năm 1798.